# آمونتاس چهارم
آمونتاس چهارم (به یونانی: Ἀμύντας Δ`) شاه اسمی مقدونیه در سال ۳۵۹ پیش از میلاد و از اعضای خاندان آرگاد بود. او فقط اسماً شاه مقدونیه بود و هیچ قدرتی نداشت.

## زندگی‌نامه
آمونتاس پسر شاه پردیکاس سوم مقدونی بود و در سال ۳۶۵ پیش از میلاد به دنیا آمده بود.
در سال ۳۵۹ پیش از میلاد پدرش درگذشت و آمونتاس شاه مقدونیه شد. اما او در آن هنگام کودکی بیش نبود لذا فیلیپ دوم مقدونی، برادر پردیکاس، معلم و نایب‌السلطنه‌اش شد. در همان سال فیلیپ خود را شاه مقدونیه خواند و حکومت مقدونیه را از برادرزادهٔ خردسالش غصب کرد.
آمونتاس در نظر فیلیپ خطرناک نبود و هیچگاه او را تهدیدی برای تخت و تاجش به حساب نمی‌آورد و حتی دخترش، کونانه، را بزنی به او داده بود. اما به قدرت رسیدن پسر عموی آمونتاس، اسکندر مقدونی، اوضاع را به‌شدت دگرگون ساخت و اسکندر بلافاصله پس از جلوس بر تخت سلطنت مقدونیه، فرمان قتل آمونتاس را صادر کرد.
ائورودیکه دوم مقدونی دختر آمونتاس بود.